# CLDND1
CLDND1 (англ. Claudin domain containing 1) – білок, який кодується однойменним геном, розташованим у людей на короткому плечі 3-ї хромосоми.  Довжина поліпептидного ланцюга білка становить 253 амінокислот, а молекулярна маса — 28 603.
| 10         |  | 20         |  | 30         |  | 40         |  | 50         |
| ---------- |  | ---------- |  | ---------- |  | ---------- |  | ---------- |
| MDNRFATAFV |  | IACVLSLIST |  | IYMAASIGTD |  | FWYEYRSPVQ |  | ENSSDLNKSI |
| WDEFISDEAD |  | EKTYNDALFR |  | YNGTVGLWRR |  | CITIPKNMHW |  | YSPPERTESF |
| DVVTKCVSFT |  | LTEQFMEKFV |  | DPGNHNSGID |  | LLRTYLWRCQ |  | FLLPFVSLGL |
| MCFGALIGLC |  | ACICRSLYPT |  | IATGILHLLA |  | GLCTLGSVSC |  | YVAGIELLHQ |
| KLELPDNVSG |  | EFGWSFCLAC |  | VSAPLQFMAS |  | ALFIWAAHTN |  | RKEYTLMKAY |
| RVA        |  |            |  |            |  |            |  |            |

A: Аланін

C: Цистеїн

D: Аспарагінова кислота

E: Глутамінова кислота

F: Фенілаланін

G: Гліцин

H: Гістидин

I: Ізолейцин

K: Лізин

L: Лейцин

M: Метіонін

N: Аспарагін

P: Пролін

Q: Глутамін

R: Аргінін

S: Серин

T: Треонін

V: Валін

W: Триптофан

Задіяний у такому біологічному процесі як альтернативний сплайсинг. 
Локалізований у мембрані.